# شارون ريتشي
شارون ريتشي (بالإنجليزية: Sharon Ritchie)‏ هي متسابقة ملكة الجمال وعارضة أمريكية، ولدت في 12 يناير 1937 في غراند إيسلاند في الولايات المتحدة.

## وصلات خارجية
- شارون ريتشي على موقع IMDb (الإنجليزية)
- شارون ريتشي على موقع قاعدة بيانات برودواي على الإنترنت (الإنجليزية)